# Tahy Sándor
Vitéz Tahy Sándor László (Nyíregyháza, 1896. április 9.  – Mansue, 1918. március 7.) az Osztrák–Magyar Monarchia nyolc légi győzelmet elérő pilótája az első világháborúban.

## Élete
1914-ben lépett a hadsereg kötelékébe; zászlós lett a 6. tüzérezrednél. Az alakulatot később a 15. nehéz tábori tüzérezredbe integrálták. 1915. szeptember 1-én előléptették hadnaggyá. 1916 elején Tahy kérte a Légjárócsapatokhoz való áthelyezését. Október 25-ére elvégezte a bécsújhelyi megfigyelőtiszti tanfolyamot, és az olasz frontra, a 12. repülőszázadhoz irányították. Nem sokkal érkezése után összeveszett parancsnokával, Gruber Árpáddal, de az ugyanott, Haidenschaftban állomásozó 19. repülőszázad hajlandó volt őt átvenni.
1916. december 3-án Tahy és Heinrich Machner pilóta a Trieszt ellen vonuló olasz bombázókat támadta kétüléses felderítő gépével és Goriziánál sikerült lelőniük az egyik Caproni Ca.1-et. 1917. május 11-én Ernst Heinz pilótával Vertoiba körzetében kényszerített földre egy Nieuport felderítőt. A 10. isonzói csata (1917. május 12.-június 6.) alatt újabb két légi győzelmet aratott: május 14-én Mernánál, június 3-án pedig Sobernél lőtt le egy-egy olasz Nieuportot. Június 26-án Fejes István pilótával közösen földre kényszerített egy Caudront és megszerezte az ászpilótai minősítéshez szükséges ötödik győzelmét.
Tahy szabad idejében megtanulta a repülőgépek vezetését is és 1917 szeptemberében kérelmezte, hogy helyezzék át a szintén haidenschafti bázisú 51. vadászrepülő-századhoz. Már a hónap végén, szeptember 28-án Albatros D.III-ával kilőtt egy légelhárítás és vadászok védelmezte megfigyelőballont; másnap pedig egy Nieuport vadászgépet semmisített meg. Októberben hivatalosan is pilótatanfolyamra küldték, november 1-én pedig előléptették főhadnaggyá.
1918 januárjában visszatért egységéhez, amelyet időközben áthelyeztek Ghiranóba. Utolsó győzelmét február 21-én érte el, ekkor a Papadopoli-szigettől délre lőtt le egy Sopwith Camel vadászt.
Tahy Sándor 1918. március 7-én Mansuénál járőrözött, amikor gépe ismeretlen okból (feltehetően műszaki hiba miatt) dugóhúzóba került és a földnek csapódott.

## Kitüntetései
- Lipót Rend lovagkeresztje hadidíszítménnyel, kardokkal
- Katonai Érdemkereszt III. osztály hadidíszítménnyel és kardokkal
- Ezüst Katonai Érdemérem hadiszalagon, kardokkal
- Bronz Katonai Érdemérem hadiszalagon, kardokkal
- Ezüst Vitézségi Érem I. osztály
- Ezüst Vitézségi Érem II. osztály
- Károly-csapatkereszt
- Sebesültek Érme szalagján egy sebesülést jelző sávval

## Győzelmei
| Sorszám | Dátum               | Beosztási hely   | Repülőgépe            | Ellenfél |
| ------- | ------------------- | ---------------- | --------------------- | -------- |
| 1       | 1916 december 3.    | 19. repülőszázad | Kétüléses repülőgép   | Caproni  |
| 2       | 1917 május 11.      | 19. repülőszázad | Hansa-Brandenburg C.I | Nieuport |
| 3       | 1917 május 14.      | 19. repülőszázad | Hansa-Brandenburg C.I | Nieuport |
| 4       | 1917 június 3.      | 19. repülőszázad | Hansa-Brandenburg C.I | Nieuport |
| 5       | 1917 június 26.     | 19. repülőszázad | Hansa-Brandenburg C.I | Caudron  |
| 6       | 1917 szeptember 28. | 51. vadászszázad | Albatros D.III        | Ballon   |
| 7       | 1917 szeptember 29. | 51. vadászszázad | Albatros D.III        | Nieuport |
| 8       | 1918 február 21.    | 51. vadászszázad | Albatros D.III        | Sopwith  |